# Koninklijke Voetbalvereniging Turnhout
Il Koninklijke Voetbalvereniging Turnhout è una società calcistica belga con sede nella città di Turnhout.

## Storia
La squadra venne fondata nel 1912 con il nome di "Turnhout Sport". Al termine della prima guerra mondiale venne rifondata come "F.C. Turnhout". La massima serie disputata fu negli anni novanta la Tweede klasse, secondo livello professionistico del calcio belga; attualmente disputa il quarto livello.

## Rosa 2013-2014
| N. |                                 | Ruolo | Calciatore         |
| -- | ------------------------------- | ----- | ------------------ |
| 1  | Paesi Bassi (bandiera)          | P     | André Krul         |
| 2  | Egitto (bandiera)               | D     | Mohammed Mezghrani |
| 3  | Brasile (bandiera)              | D     | Alexandre Da Silva |
| 4  | Camerun (bandiera)              | D     | Jean Yves Niate    |
| 5  | Belgio (bandiera)               | D     | Nick Marijnissen   |
| 6  | Belgio (bandiera)               | D     | Yassine Benali     |
| 7  | Estonia (bandiera)              | A     | Artjom Dmitrijev   |
| 9  | Egitto (bandiera)               | A     | Sulaiman Shabi     |
| 10 | Bosnia ed Erzegovina (bandiera) | C     | Dino Peljto        |
| 11 | Brasile (bandiera)              | C     | Alandson           |

| N. |                           | Ruolo | Calciatore         |
| -- | ------------------------- | ----- | ------------------ |
| 14 | Paesi Bassi (bandiera)    | D     | Roel Van Hemert    |
| 15 | Belgio (bandiera)         | C     | Geoffry Hairemans  |
| 16 | Angola (bandiera)         | A     | Jean Black         |
| 18 | Belgio (bandiera)         | D     | Guy Geudens        |
| 20 | Belgio (bandiera)         | C     | Karim Ben Liou     |
| 21 | Costa d'Avorio (bandiera) | C     | Alexandre Tokpa    |
| 22 | Belgio (bandiera)         | C     | Nick Spaenhoven    |
| 23 | Belgio (bandiera)         | D     | Vua Dieu-Merci     |
| 24 | Belgio (bandiera)         | P     | Sten Vandenbossche |
| 25 | Scozia (bandiera)         | A     | James Martin       |

## Palmarès

### Competizioni nazionali
- Derde klasse: 3

1959-1960, 1989-1990, 2008-2009

### Altri piazzamenti
- Derde klasse:

Vittoria play-off: 1994-1995